# 阿劳索德托雷
阿劳索德托雷，是西班牙卡斯蒂利亚-莱昂布尔戈斯省的一个市镇。总面积14平方公里，总人口107人（2001年），人口密度8人/平方公里。